# 고성초등학교 (전남)
고성초등학교는 대한민국 전라남도 진도군 고군면 고성리에 있는 공립 초등학교이다.

## 학교 연혁
- 1923년 11월 30일 고성공립보통학교 개교(설립인가 5월 15일)
- 1938년 4월 1일 고성공립심상소학교로 개칭
- 1941년 4월 1일 고성공립국민학교로 개칭
- 1950년 4월 1일 고성국민학교로 개칭
- 1981년 9월 1일 병설유치원 개원
- 1996년 3월 1일 고성초등학교로 개칭
- 1998년 3월 1일 오룡분교장 편입
- 1998년 3월 1일 특수학급 설치
- 2008년 3월 1일 오룡분교장 통폐합
- 2018년 9월 1일 제33대 한기두 교장 부임
- 2019년 2월 15일 제92회 졸업장 수여식(졸업생 8명, 총4,639명)

## 학교 상징
- 교목 : 동백나무 - 겸손, 청순
- 교화 : 장미 - 믿음, 고운 심성
- 교색 : 녹색 - 미래, 희망

## 참고 자료
- 고성초등학교 - 한국교육학술정보원 학교알리미